# Poecilopachys australasia
Poecilopachys australasia is een spinnensoort in de taxonomische indeling van de wielwebspinnen (Araneidae).
Het dier behoort tot het geslacht Poecilopachys. De wetenschappelijke naam van de soort werd voor het eerst geldig gepubliceerd in 1833 door Griffith & Pidgeon.